# Contra Costa megye
Contra Costa megye az Amerikai Egyesült Államokban, azon belül Kalifornia államban található. Megyeszékhelye Martinez. Lakosainak száma 1 165 927 fő (2020. április 1.). Contra Costa megye Alameda, Solano, Sacramento és San Joaquin megyékkel határos.

## Népesség
A megye népességének változása:
| Lakosok száma | 1 052 700 | 1 065 917 | 1 078 257 | 1 094 205 | 1 126 745 | 1 149 363 | 1 153 526 | 1 165 927 |
|               | 2010      | 2011      | 2012      | 2013      | 2015      | 2018      | 2019      | 2020      |